# Kismarja
Kismarja is een plaats (község) en gemeente in het Hongaarse comitaat Hajdú-Bihar. Kismarja telt 1349 inwoners (2001).